# Stoppbit

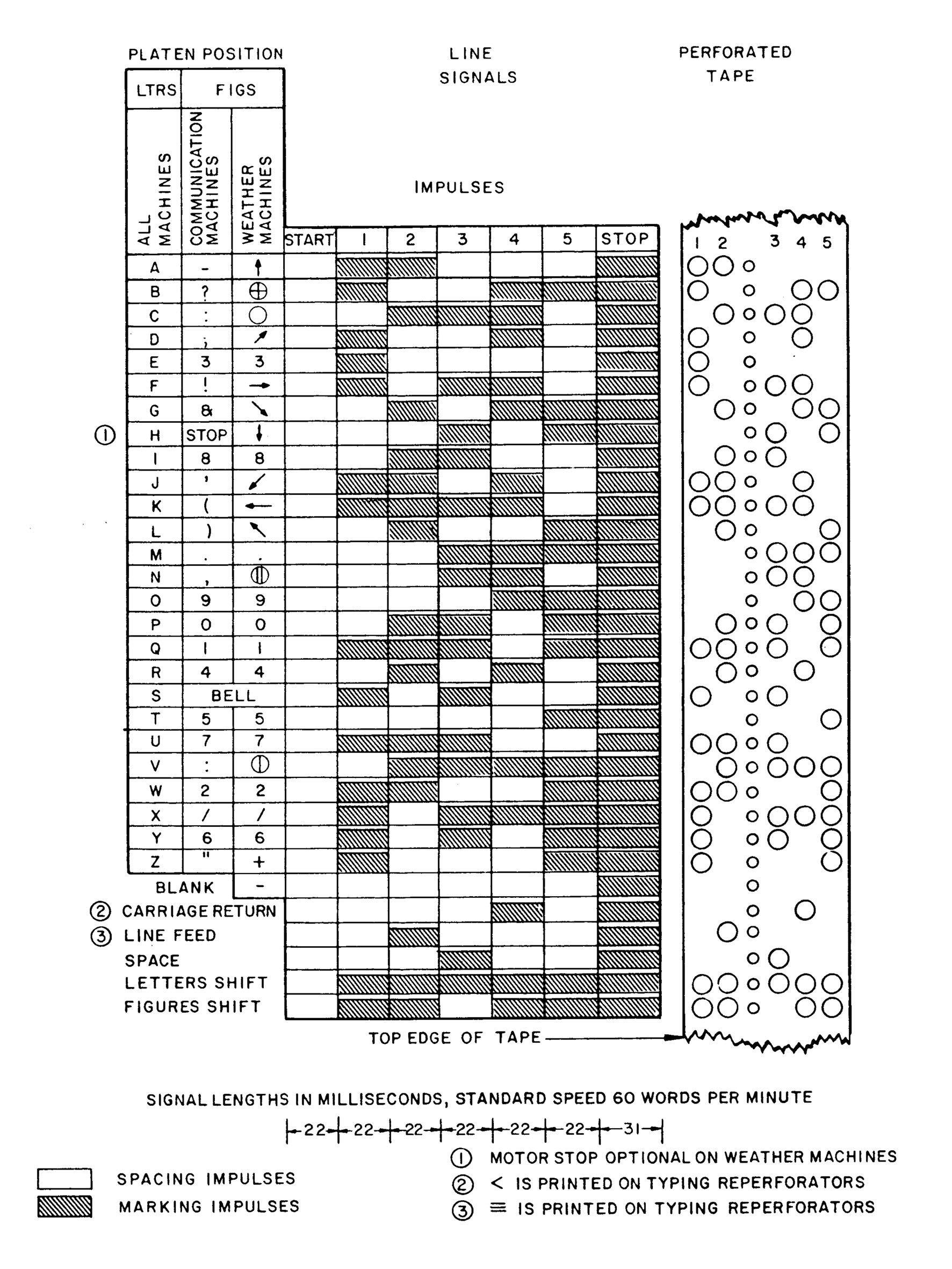
Start- und Stoppbit beim Baudot-Code

Ein Startbit und bis zu zwei Stoppbits werden bei der asynchronen seriellen Datenübertragung verwendet, um dem Empfänger eine Synchronisation auf jedes übertragene Zeichen zu ermöglichen.
Das Start- und die Stoppbits haben dabei immer die gleichen, aber voneinander unterschiedliche logische Pegel. Ein Startbit wird vor dem zu übertragenen Datenwort gesendet, das oder die Stoppbits danach.
Als Zeichenende können 1, 1,5, oder 2 Stoppbits genutzt werden.
In neueren Übertragungsprotokollen ist meistens 1 Stoppbit gebräuchlich.
Die Variante 1,5 Stoppbits ist historisch bedingt, sie kommt aus der Zeit der mechanischen Fernschreiber. Diese Geräte wurden über mechanische Fliehkraftregler auf ihre Drehzahl und damit auf ihre Übertragungsgeschwindigkeit eingestellt; das halbe Bit konnte Drehzahlschwankungen ausgleichen.
Findet keine kontinuierliche Datenübertragung statt, wird in den Pausen zwischen den Zeichen der logische Pegel des Stoppbits übertragen; dieses ist die Ruhelage eines asynchronen Datenübertragungssystems.
Der Übergang des Pegels vom Stoppbit zum Startbit triggert im Empfänger einen Timer, der nun den Empfang der einzelnen Datenbits steuert, die in festen, durch die Schrittgeschwindigkeit bestimmten Abständen folgen. Deshalb ist es erforderlich, dass Sender und Empfänger die gleiche Übertragungsgeschwindigkeit benutzen.
Bei der synchronen Datenübertragung sind Start- und Stoppbits nicht erforderlich, da Sender und Empfänger durch andere Mittel synchronisiert werden.